# Дождевые леса Вануату
Дождевые леса Вануату — регион тропических лесов, охватывающий островное государство Вануату, а также архипелаг Санта-Крус в составе Соломоновых Островов к северо-востоку от Австралии.
Леса покрывают свыше 80 островов, относящихся к экологическому региону Австралийской области (Нотогеи). В дождевых лесах Вануату проживают 15 видов птиц и несколько видов млекопитающих, не встречающихся более нигде на планете.
Из-за воздействия человека тропические леса Вануату находятся под угрозой исчезновения.

## Флора
Экологический регион содержит тропические низменные и горные леса, покрывающие острова Вануату, а также архипелаг Санта-Крус в провинции Темоту, Соломоновы Острова. Климат на Вануату влажный тропический, хотя на подветренных склонах гор бывает сухой сезон с апреля по октябрь. Часты приносящие разрушения тропические ливни. На островах есть горы (высшая точка — 1879 м), но бо́льшая часть территории расположена невысоко относительно уровня моря. В плане геологии и растительного мира выделяют два подрегиона — собственно острова Вануату и острова Санта-Крус.
На Санта-Крус абсолютно преобладают низменные тропические леса, так как почти отсутствуют горы (самая высокая точка — 924 м). Здесь произрастают только два вида, распространённых на остальных Соломоновых Островах — Campnosperma brevipetiolata и Calophyllum vitiense. Горные леса как таковые отсутствуют, однако встречаются некоторые типичные для гор виды, например, Metrosideros ornata. К наиболее распространённым видам относятся также: Gmelina solomonensis (вербеновые), Parinari corymbosa (розовые), Paraserianthes (альбиция), птерокарпус индийский (бобовые) и Endospermum medullosum (молочайные). Помимо них, на архипелаге присутствуют и растения, встречаемые во многих других регионах мира, например, агатис, Dacrydium elatum и некоторые виды сизигиумов.
Флора Вануату в зависимости от ряда факторов делится на низменные, горные, сезонные леса и кустарники; виды, растущие на вулканической почве, растущие на берегу и вторичную растительность.
Низменные леса типичны для юго-восточной (наветренной) стороны островов Вануату. Деревья большой и средней высоты. Кустарники, деревья, поросшие лианами, пойменная растительность, затопляемая водой, заросли агатисов и калофиллумов, а также обилие голосеменных. Агатис-калофиллумовые леса встречаются только на южных островах Вануату, также агатисы можно найти на западе Эспириту-Санто. Кустариники, напротив, чаще встречаются на больших северных островах.
Типичными видами растений горных лесов являются: агатисы, подокарпы, метросидеросы, сизигиумы, вейнманнии, Geissois и аскарины. Данные леса начинаются с высоты 500 м над уровнем моря и тянутся до самых вершин гор.
На подветренной стороне произрастают травы, кустарники и сезонные (полувечнозелёные) леса. Леса из клейнховии и кастаноспермума содержат ряд видов, типичных для сухого климата и относятся к переходному от влажных к сухим лесам типу. В самых сухих участках встречаются акации Acacia spirorbis.
На самых хорошо защищённых от ветра участках произрастают травы и заросли леуцены, степная растительность. Их часто сжигают люди.
Прибрежная растительность и мангровые леса. Для прибрежных лесов типичны: казуарина хвощевидная, пандан, баррингтония азиатская, индийский миндаль, виды хернандий и теспезия обыкновенная. В мангровых лесах растут: ризофоры, авиценнии, соннератии, ксилокарпусы и цериопсы.
Данная картина обычна для основных крупных островов архипелага, однако острова Торрес, острова Банкс, Аоба, Амбрим, Эпи и острова Шеперд имеют свои, особенные микроэкосистемы.

## Фауна
По сравнению с регионами Индо-Малайской области биоразнообразие и эндемичность дождевых лесов Вануату не так велико. Можно чётко наблюдать, как количество видов млекопитающих (за исключением крылановых) снижается от региона к региону — от Новой Гвинеи к архипелага Бисмарка и через Соломоновы острова до Вануату. На самих Вануату млекопитающие представлены всего четырьмя видами крылановых и восемью — летучих мышей. Из их числа длиннохвостый крылан и летучая лисица островов Банкс находятся под угрозой, а сантакрусский крылан фактически вымер.
Птиц в лесах Вануату насчитывается 79 видов. Из них около 30 — эндемики и почти эндемики. Так же, как и в случае с млекопитающими, разнообразие снижается от Новой Гвинеи на восток: если на самой Новой Гвинее насчитывается 71 семейство и подсемейство птиц, то на Соломоновых островах — 44, а на Вануату — 31. 15 видов птиц в этом ареале — эндемики. Под угрозой находятся такие виды, как вануатуйский большеног, санта-крусский земляной голубь, новогебридский плодоядный голубь, каштановобрюхая альциона, королевская попугайная амадина и горный аплонис.
Вануату — крайняя восточная точка распространения гребнистого крокодила. Также здесь водится полосатая фиджийская игуана.

## Современное положение
Леса подвергаются воздействию как природы, так и человека. С ноября по апрель длится сезон дождей, когда на острова приходят тропические циклоны и наносят порой немалый вред экосистеме. В то же время, люди расширяют свою хозяйственную деятельность, осваивая всё новые пространства. 90% населения так или иначе связано с сельским хозяйством. Ранее местные жители добывали кокосовые орехи, сандаловое дерево и агатис тихоокеанский, в результате чего сандал к концу XIX века на островах исчез.
Угрозу экосистеме представляет также сейсмическая активность — землетрясения и извержения вулканов (случаются нередко).
На островах Вануату существует ряд заповедных и охранных зон.